# Semana Santa em Plasencia
A Semana Santa é um grande acontecimento em Plasencia. São organizadas grandes procissões muito participadas e coloridas, organizadas pelas várias confrarias da cidade. A Semana Santa de Plasencia está classificada como "Festa de Interesse Turístico Regional" pela Junta da Estremadura e aspira converter-se em "Festa de Interesse Turístico Nacional". A estrutura das confrarias envolvidas é a seguinte:
- Confraria da Soledade e Santo Sepulcro — Data do século XV e estava sedeada na igreja de São Vicente Ferrer (Santo Domingo). A desamortização ocorrida no século XIX foi um duro golpe que ditou o seu desaparecimento. Em 1943 formou-se a Confraria do Santo Sepulcro, para se encarregar da respetiva procissão e posteriormente acordou-se ressuscitar a antiga confraria da igreja de São Vicente Ferrer. Realiza a estação de penitência de Sábado Santo. É composta de três andores.

- Irmandade da Paixão — Fundada em 1998 por jovens confrades pertencentes a diferentes irmandades. Realiza a estação de penitência na Segunda-Feira Santa e no Domingo de Páscoa, com saída da igreja de São Vicente Ferrer (Santo Domingo). É composta de dois andores.

- Irmandade de Nosso Senhor Jesus Cristo na Sua Entrada Triunfal em Jerusalém — Constituída em 2000, realiza a estação de penitência no Domingo de Ramos, com saída da catedral. É composta por um só andores.

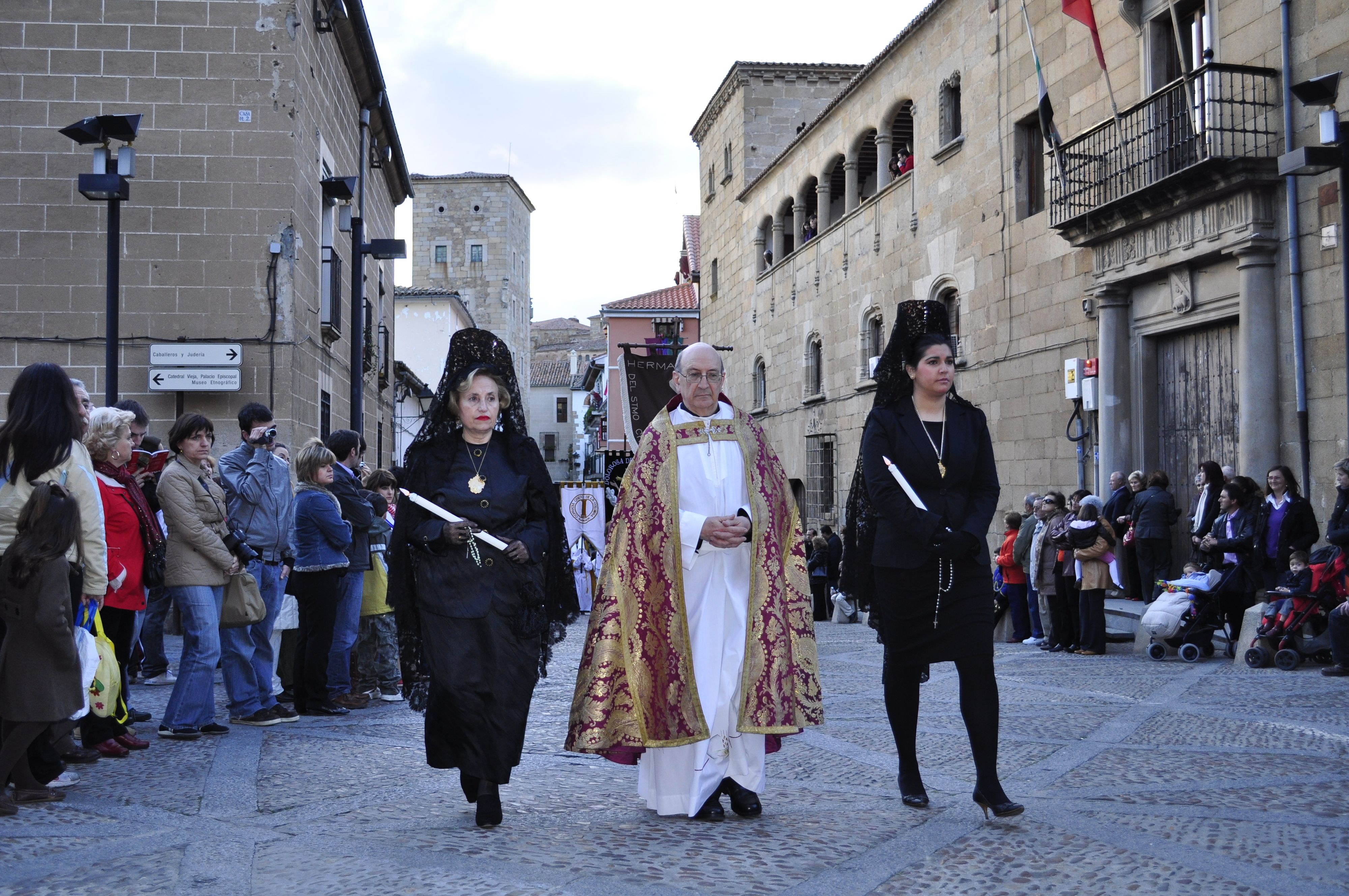
Confraria da Soledade e Santo Sepulcro.

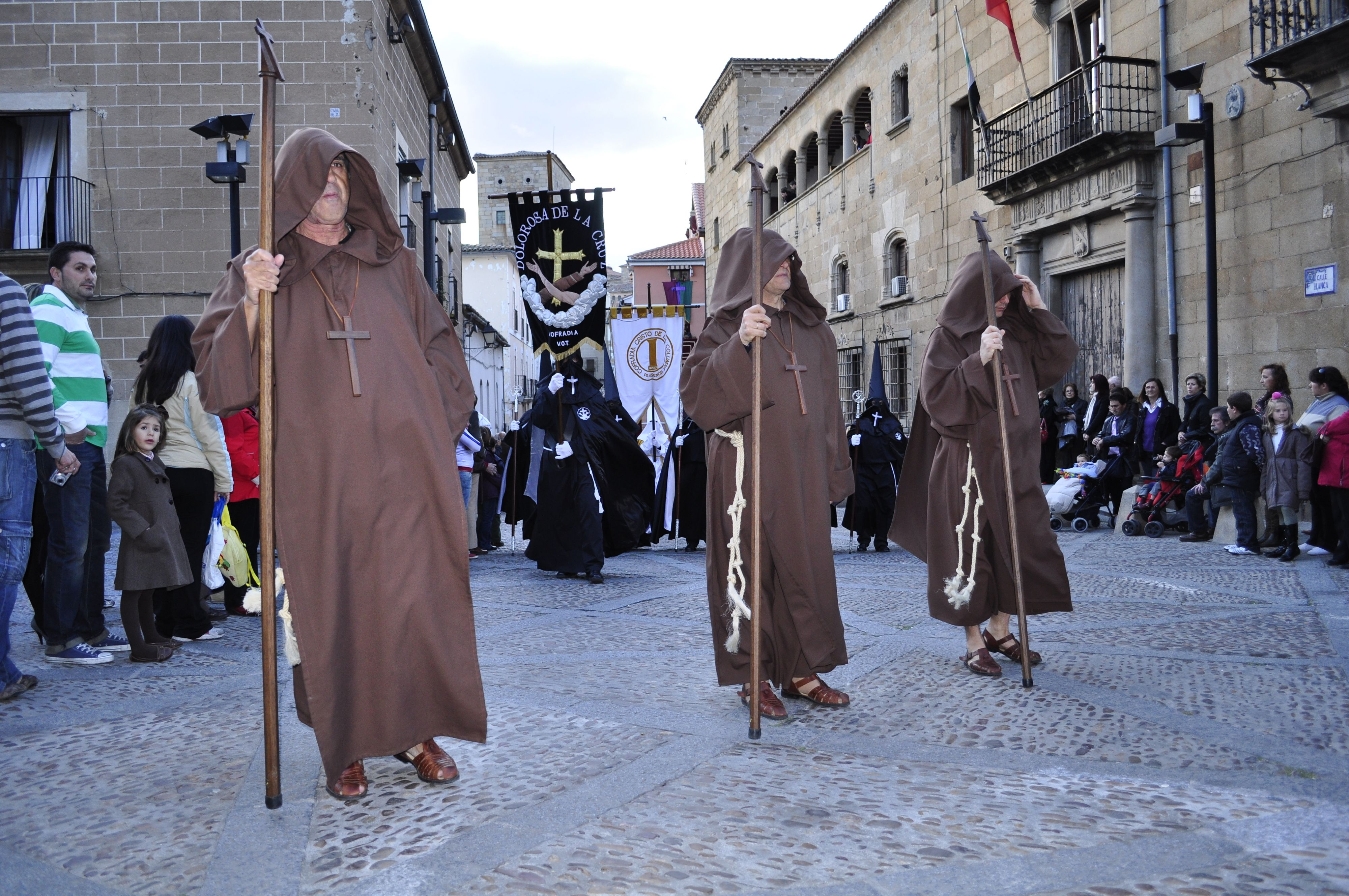
Confraria da Soledade e Santo Sepulcro.

- Confraria do Santíssimo Cristo da Coluna — Criada em 1995 para engrandecer os desfiles processionais placentinos, realiza a estação de penitência na Terça-Feira Santa, com sáida da igreja de São Vicente Ferrer (Santo Domingo). É composta de quatro andores.

- Irmandade Pai Nosso Jesus Nazareno — Fundada em 1930, como ideia surgida nas Misiones Generales de 1928, é provavelmente a mais popular e numerosa. É conhecida popularmente como a "Confraria do Silêncio" e está estabelecida na catedral. Realiza a estação de penitência na Quarta-Feira Santa. É composta de três andores.

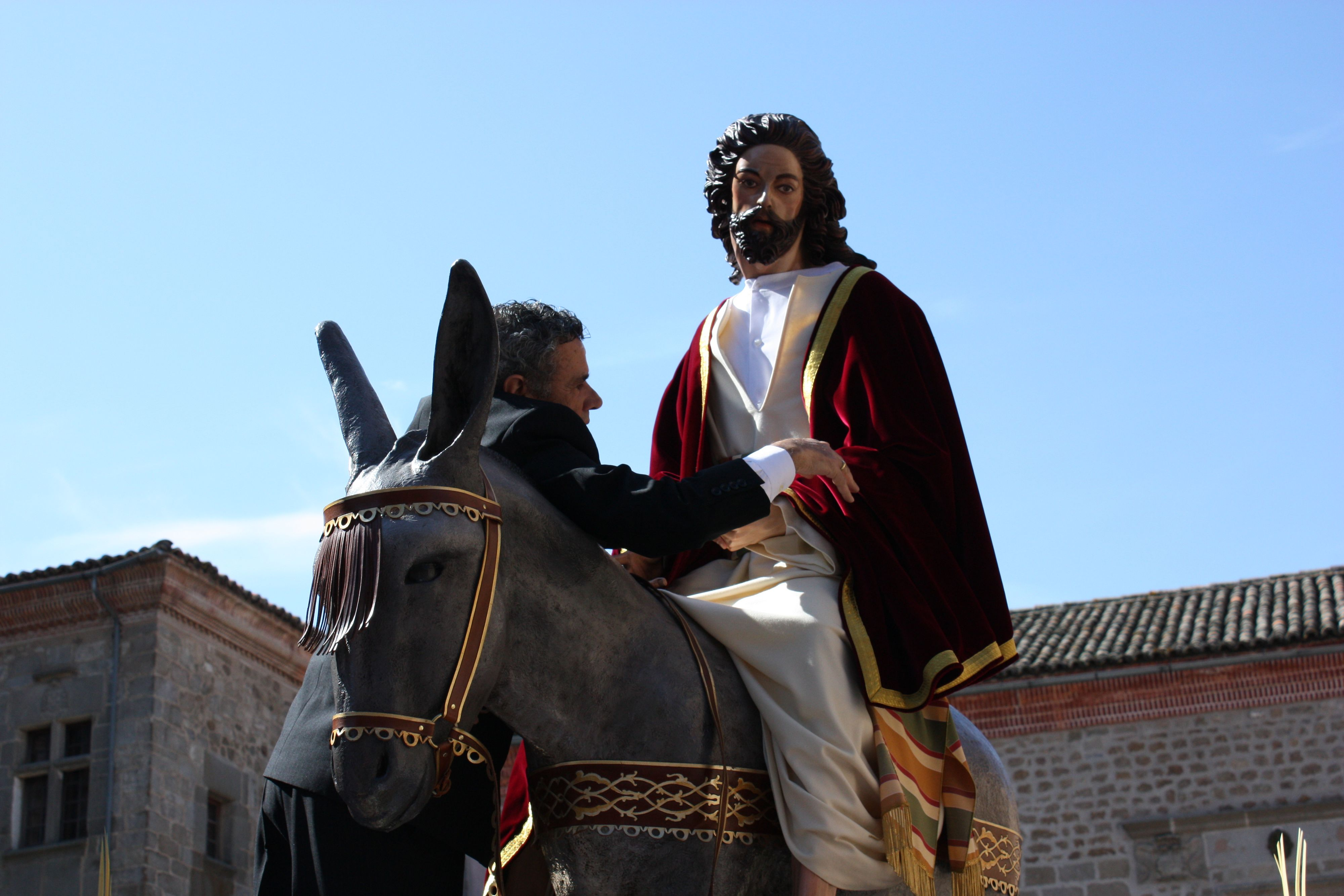
Irmandade de Nosso Senhor Jesus Cristo na Sua Entrada Triunfal em Jerusalém

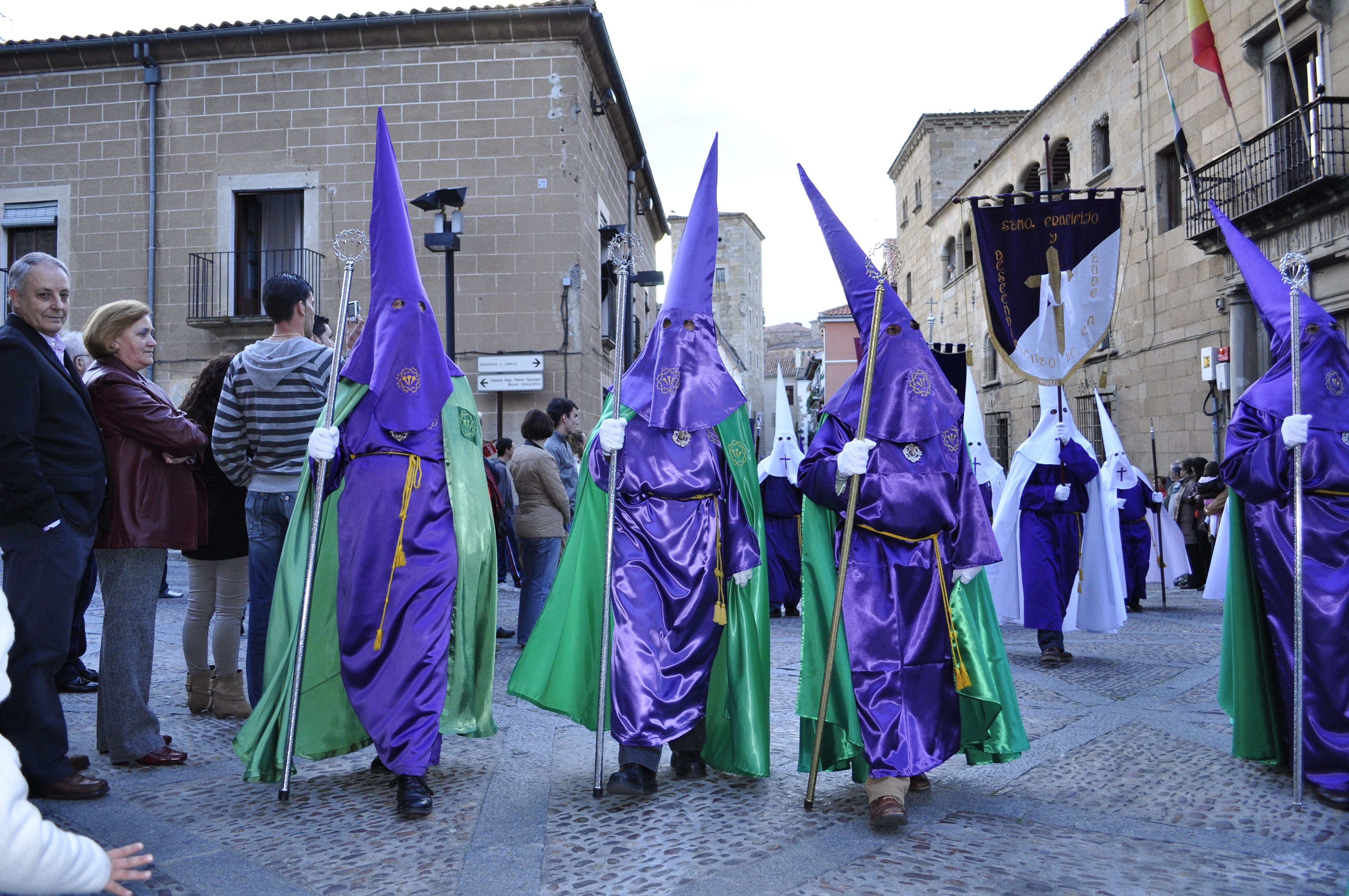
Confraria da Soledade e Santo Sepulcro em procissão.

- Irmandade da Última Ceia — Fundada em 1930, a Caja de Ahorros y Monte de Piedad de Plasencia (Caixa de Poupança e Montepio de Plasencia) custeou o andor da Última Ceia. Durante muitos anos desfilou escoltada pelos administradores e empregados daquela instituição. Em 1955 foi criada a Irmandade da Última Ceia, à qual foi cedido o usufruto do referido andor. Realiza a estação de penitência da tarde de Quinta-Feira Santa. É composta de dois andores.

- Irmandade do Santo Via Crucis — Fundada em 1943, os seus estatutos canónicos datam de 1978. Realiza a estação de penitência da madrugada de Sexta-Feira Santa, com saída da catedral, sendo o Ato presidido por uma cruz de madeira e pelo estandarte da irmandade.

- Confraria da Vera Cruz — Segundo a tradição, teria sido criada no século XIII, quando se estabeleceu na cidade a primeira fundação franciscana. Frei Alonso Fernández descreve-a em 1627. A sua sede atual é na paróquia de Santa Helena. Realiza a estação de penitência noturna de Quinta-Feira Santa. É composta de sete andores.

- Irmandade Venerável Ordem Terceira Dolorosa da Cruz de São Francisco — Não era uma confraria penitencial como tal, mas foi considerada uma confraria agregada no regulamento da União de Confrarias de 1950, porque desde tempos imemoráveis acompanhava a Confraria da Vera Cruz nos desfiles processionais, por terem ambas origem franciscana, carregando a imagem da Virgem. Em 1999, após ter aumentado o número de confrades, a assembleia decidiu transformar-se em confraria com identidade reconhecida, conservando o nome de Venerável Ordem Terceira. Realiza a estação de penitência de Quinta-Feira Santa. É composta de dois andores.

- Irmandade do Santíssimo Cristo da Boa Morte — Teve os seus estatutos aprovados em 1998. Os seus fundadores pretendiam uma procissão castelhana, que desfilasse austeramente e em penitência. O nome escolhido também tem a ver com o conceito castelhano do que é uma confraria. A sua sede é nos salões paroquiais da igreja de San Esteban (Santo Estêvão, lugar onde se venera o "Santíssimo Cristo da Boa Morte". Realiza a estação de penitência da madrugada de Quinta-Feira Santa. É composta de um só andor.

- Confraria do Santíssimo Crucifixo e Descida da Cruz — Fundada originalmente no século XIV, estava estabelecida na paróquia de San Esteban e extinguiu-se em finais do século XVII. Em 1925 a Câmara de Comércio e Indústria de Plasencia promoveu a compra do andor da Descida da Cruz e anos depois integra-se na Confraria da Descida da Cruz. Tem a sua sede na igreja de São Vicente Ferrer (Santo Domingo). Realiza a estação de penitência de Sexta-Feira Santa. É composta de três andores.